# News Corp
News Corporation (oficialmente referido e comercializado como News Corp) é um empresa  multinacional de meios de comunicação social americano, formada como um spin-off da anterior News Corporation, com foco em jornais e publicação. Ele é uma das duas empresas que sucedeu a antiga News Corporation, a 21st Century Fox, que consistia nas antigas propriedades de radiodifusão e mídia da News Corporation, como Fox Entertainment Group, 2019 a 21st Century Fox foi vendida para The Walt Disney Company.

## História
Em 28 de junho de 2012, Rupert Murdoch anunciou que as operações de publicação da News Corporation seria desmembrada para formar uma nova empresa, de capital aberto. Murdoch afirmou que realizar essa divisão seria "desbloquear o valor verdadeiro de ambas as empresas e seus ativos distintos, permitindo que os investidores de beneficiar das oportunidades estratégicas distintas resultantes da gestão mais focada de cada divisão." O movimento também veio na esteira de uma série de escândalos. Que tinha danificado a reputação de várias propriedades News Corporation de propriedade Robert James Thomson, editor da The Wall Street Journal, foi anunciado como o COO inicial para a empresa; enquanto Murdoch não iria servir como CEO, ele permaneceu um presidente e acionista do novo News Corp. Thomson prometeu que a nova empresa iria "cultivar uma start-up sensibilidade embora já trabalhar para a mundo o mais estabelecido e meios diversificados e serviços de informação prestigiada empresa ", e gostaria de salientar a construção de novos modelos de negócios em torno de suas propriedades e conteúdo. O logotipo do novo News Corporation foi revelado em uma apresentação para investidores em 28 de maio de 2013; a manuscrita logotipo utiliza o script baseado em próprio punho de Murdoch.
O conselho da News Corp foi aprovado o desdobramento em 24 de maio de 2013, enquanto os acionistas aprovaram o desdobramento em 11 de junho; negociação preliminar sobre a Australian Securities Exchange de estoque o novo News Corp classe B começou em 19 de Junho de 2013 às cerca de US $ 15 por ação; um valor ligeiramente inferior ao esperado por alguns analistas. As ações caíram de preço em 3% a $ 14,55 por ação, avaliando a nova empresa em cerca de $ 7900000000  Estados Unidos. A divisão corporativa foi oficialmente concluído, em 28 de junho de 2013; durante a desdobramento processo ting, uma ação do novo News Corp foi dado aos acionistas para cada quatro ações por eles detidas na antiga News Corp. O novo News Corp começou formalmente negociação no NASDAQ sob o símbolo "NWS" em 01 de julho de 2013; ao mesmo tempo, o ex-News Corporation (agora consiste puramente de propriedades de mídia, como Fox Entertainment Group e 20th Century Fox) foi renomeado 21st Century Fox.
Em 4 de Setembro, 2013, News Corp anunciou que iria vender a Dow Jones local Media Group, um grupo de 33 jornais locais, a Newcastle Investment Corp.-afiliado do Fortress Investment Group, para $ 87 milhões. Os jornais serão operados pela GateHouse Media, um grupo de jornais de propriedade de Fortaleza. Robert Thomson indicou que os jornais "não eram estrategicamente coerente com o portfólio emergente" da empresa. GateHouse seguida, entrou com pedido de bancarrota do capítulo 11 pré-embalados em 27 de setembro de 2013, para reestruturar suas obrigações de dívida, a fim de acomodar a aquisição em seguida, GateHouse saiu da concordata em 26 de novembro de 2013.
Em 20 de dezembro, 2013, a News Corp anunciou a aquisição de Storyful de Mark Little, a agência de notícias especializada em verificação e distribuição de conteúdo gerado pelo usuário relativas a eventos de notícias a partir de rede social virtualais, por US$ 25 milhões, marcando a primeira aquisição da News Corp desde a separação. Robert Thomson afirmou que o serviço tinha "tornar-se a praça da aldeia para vídeo valioso, usando jornalística sensibilidade, integridade e criatividade para encontrar, autenticar e comercializar conteúdo gerado pelo usuário", e que, com a compra, a News Corp seria "definir as possibilidades de que o cenário digital apresenta, ao invés de simplesmente se adaptar a elas."
Em 2 de maio de 2014, a News Corp adquiriu novela romance editor Harlequin Enterprises de Torstar para $ 415.000.000. O negócio foi fechado em 01 de agosto; agora é operado uma subsidiária. Em 30 de setembro, 2014, News Corp anunciou a aquisição de Move, Inc., uma empresa de anúncios de imóveis e proprietário de Realtor.com. A participação de 20% é de propriedade de REA Group, uma subsidiária de capital aberto da News Corp Austrália.
News Corp também começou a fazer vários investimentos em Índia, como um investimento de US $ 30 milhões em local imobiliário ProTiger em Novembro de 2014, dez 2014 a compra de BigDecisions.com, um site planejamento financeiro, ea aquisição de empresa de mídia indiana VCCircle, em Março de 2015.

## Lista de Ativos
Foxtel , empresa australiana de televisão paga - operando em televisão a cabo , televisão por satélite de transmissão direta e serviços de streaming de IPTV.
Fox Sports Australia, através da Foxtel.
Australian News Channel , a empresa possui o canal de transmissão de notícias Sky News Australia , seus canais irmãos Sky News Extra e Sky News Weather Channel , New Zealand News Channel (que opera o Sky News New Zealand), bem como serviço de streaming internacional Australia Channel.
REA Group , uma plataforma australiana de informações imobiliárias digitais que opera o site realestate.com.au
News UK , uma editora de jornal britânica (inclui a subsidiária News Ireland) e proprietários da emissora de rádio Wireless Group.
Dow Jones & Company , uma editora financeira com sede em Nova York e proprietária do Wall Street Journal , MarketWatch e Barron's.
New York Post , um jornal diário da cidade de Nova York adquirido por Rupert Murdoch em 1976.
HarperCollins , uma grande editora de livros